# کشتی مین‌روب کلاس هالکیون
ماین‌سوییپر کلاس هالکیون (به انگلیسی: Halcyon-class minesweeper) یک کلاس از کشتی است که طول آن ۲۴۵ فوت ۹ اینچ (۷۴٫۹۰ متر) می‌باشد.